# Hołubicze (gmina)
Hołubicze – dawna gmina wiejska istniejąca w latach 1929–1945 w woj. wileńskim w Polsce (obecnie na Białorusi). Siedzibą gminy było miasteczko Hołubicze (97 mieszk. w 1921 roku).
Gminę Hołubicze utworzono 11 kwietnia 1929 roku w powiecie dziśnieńskim w woj. wileńskim z części obszaru gmin Dokszyce, Głębokie, Plissa i Prozoroki oraz z części obszaru zniesionej gminy Tumiłowicze.

Na południe i wschód od Hołubicz, pomiędzy rzeczkami Sosza i Berezyną rozciąga się aż w głąb pobliskiej Rosji Puszcza Hołowicka, która była w l. 30, XX w. celem wypraw myśliwskich min. polskich urzędników państwowych.

Po wojnie obszar gminy Hołubicze został odłączony od Polski i włączony do Białoruskiej SRR.